# Badmintonmeisterschaft von Hongkong 2023
Die Badmintonmeisterschaft von Hongkong des Jahres 2023 fand als Hong Kong Annual Badminton Championships 2023 (chinesisch 2023 全港羽毛球錦標賽) statt.

## Medaillengewinner
| Disziplin    | Gold                        | Silber                         | Bronze                             |
| ------------ | --------------------------- | ------------------------------ | ---------------------------------- |
| Herreneinzel | Chan Yin Chak               | Lee Cheuk Yiu                  | Ronnie Tse Long Yin                |
| Dameneinzel  | Yeung Sum Yee               | Mehta Saloni Samirbhai         | Liu Ho Yan                         |
| Dameneinzel  | Yeung Sum Yee               | Mehta Saloni Samirbhai         | Ng Tin Yan                         |
| Herrendoppel | Lee Chun Hei Tang Chun Man  | Law Cheuk Him Yeung Shing Choi | Chan Dick Long Cotter Mak Hee Chun |
| Herrendoppel | Lee Chun Hei Tang Chun Man  | Law Cheuk Him Yeung Shing Choi | Lau Sin Hei Yeung Ming Nok         |
| Damendoppel  | Ng Wing Yung Lui Lok Lok    | Fan Ka Yan Yau Mau Ying        | Yeung Nga Ting Yeung Pui Lam       |
| Damendoppel  | Ng Wing Yung Lui Lok Lok    | Fan Ka Yan Yau Mau Ying        | Leung Yuet Yee Fu Chi Yan          |
| Mixed        | Tang Chun Man Tse Ying Suet | Lee Chun Hei Ng Tsz Yau        | Hung Kuei Chun Fu Chi Yan          |
| Mixed        | Tang Chun Man Tse Ying Suet | Lee Chun Hei Ng Tsz Yau        | Law Cheuk Him Ng Wing Yung         |